# Contea di Walthall
La contea di Walthall ( in inglese Walthall County ) è una contea dello Stato del Mississippi, negli Stati Uniti. La popolazione al censimento del 2000 era di 15 156 abitanti. Il capoluogo di contea è Tylertown.